# 1. Division 1922/1923
Dvacátý třetí ročník 1. Division (1. belgické fotbalové ligy) se konal od 10. září 1922 do 22. dubna 1923.
Soutěže se zúčastnilo opět 14 klubů. Sezonu vyhrál již poosmé v klubové historii Royale Union Saint-Gilloise. Nejlepším střelcem se stal hráč Royale Union Saint-Gilloise Achille Meyskens, který vstřelil 24 branek.